# Slaget vid Custoza (1848)
Slaget vid Custoza var ett fältslag som utkämpades den 24 juli 1848 vid byn Custoza i norra Italien mellan 33 000 österrikiska soldater ledda av Josef Radetzky, och en 22 000 man stark sardinsk armé under Karl Albert av Sardinien. Slaget var en del av Första italienska frihetskriget och slutade med att den underlägsna sardinska styrkan besegrades. Österrikarna vann dock ingen avgörande seger då sardinierna retirerade från slagfältet i god ordning. Trots detta tvingade nederlaget Karl Albert att dra sig tillbaka från Lombardiet.

### Webbkällor
- https://www.britannica.com/event/battles-of-Custoza#ref2360